# فيرنر ويبر (راكب الكنو)
فيرنر ويبر هو راكب الكنو سويسري، ولد في 17 فبراير 1939.

## وصلات خارجية
- فيرنر ويبر على موقع أوليمبيديا (الإنجليزية)